# Şarkışla (stad)
Şarkışla is een stad in de provincie Sivas. De burgemeester is Ahmet Turgay Oğuz (AKP). Het inwonersaantal ligt rond de 40.000 inwoners. Er wonen gemiddeld 18 mensen per vierkante kilometer.
De stad heeft een historie die teruggaat tot aan de Romeinse tijd. Een historisch kasteel uit die tijd staat nog steeds in het centrum van de stad.

## Bekende (oud-)inwoners
- Nebahat Albayrak
- Aşık Veysel